# Behemot (Bijbel)

Behemoth en Leviathan, gravure van William Blake

De behemot (Hebreeuws: בְּהֵמוֹת bəhemôt) is een reusachtig dier dat beschreven wordt in Job 40:15-24 in de Hebreeuwse Bijbel. Volgens de beschrijving is het de koning der zoogdieren, naast Ziz, koning der vogels, en Leviathan, koning der vissen. De behemot komt ook voor in de apocriefen van het Oude Testament en pseudepigrafen, zoals in 1 Henoch 60 en 4 Ezra 6:49-52.
In literaire taal gebruikt men soms het woord behemot om iets aan te duiden dat extreem groot, log of inefficiënt is.

## Etymologie
Het woord behemot is vermoedelijk een intensiefmeervoud (pluralis excellentiae) van בְּהֵמָה, bəhemāh, "dier" of "viervoeter", om de macht en omvang van het dier te benadrukken.

## Identificatie

### Bestaand dier
Uit Job 40:15-24 blijkt dat het gaat om een plantenetend dier met een enorm sterk lichaam en hangende staart. Hij blijft in het riet en moeras of aan de randen van beekjes en schuwt geen woedende rivier. De behemot wordt daarom vaak geassocieerd met het nijlpaard, de olifant of de waterbuffel. Ivoorsnijwerk uit de 4e eeuw v.Chr. bewijst dat het nijlpaard in die periode voorkwam in de Jordaanvallei. Diverse onderzoekers pleiten daarom voor de identificatie met het nijlpaard. De Nieuwe Bijbelvertaling geeft de behemot in Job 40:15 daarom als nijlpaard weer.
Problematisch hiervoor is dat volgens de beschrijving de behemot zijn staart kan rechten "als een ceder" (Job 40:17), terwijl de genoemde dieren niet bepaald een indrukwekkende staart hebben. Sommige vertalingen, zoals de Willibrordvertaling, hebben het probleem omzeild door het woord voor 'zijn staart' זְנָב֣וֹ, zənāḇōw te vertalen met "zijn lid".

### Mythologisch dier
Of de kolos een echt bestaand dier is of de weergave van een mythisch wezen met bovennatuurlijke proporties en krachten is in het onderzoek omstreden. De behemot zou het product kunnen zijn van de fantasie van de auteur van het boek Job, bedoeld als een symbool voor de macht van God.
Gisela Fuchs herkent zowel een zoölogische soort als een soort chaos in de behemot.

### Dinosauriër
Sommige jongeaardecreationisten geloven dat het om een sauropode dinosauriër gaat. De Nederlandse bioloog en theoloog Willem Ouweneel oppert dat de brontosaurus, die inderdaad een stevige staart had, mogelijk als inspiratie voor de behemot diende. Deze dieren leefden echter nooit tegelijk met de mens.